# Tyrod Taylor
Tyrod Taylor (Hampton, 3 agosto 1989) è un giocatore di football americano statunitense che milita nel ruolo di quarterback per gli New York Jets della National Football League (NFL). Fu scelto nel corso del sesto giro (180º assoluto) del Draft NFL 2011 dai Baltimore Ravens. Al college ha giocato a football al Virginia Polytechnic Institute and State University.

## Carriera

### Baltimore Ravens

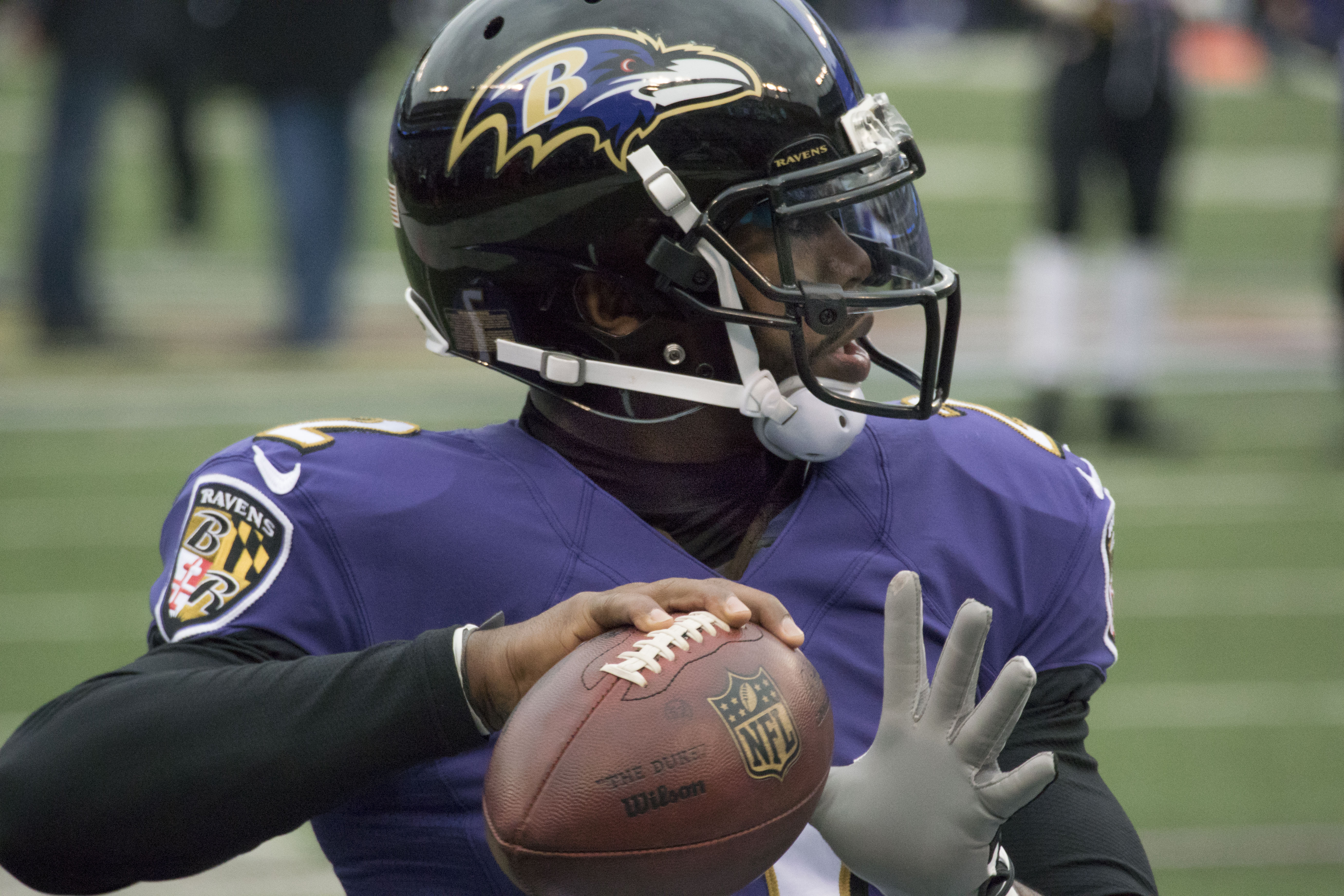
Taylor coi Ravens nel 2014.

Taylor fu scelto dai Baltimore Ravens nel corso del sesto giro del draft 2011. Debuttò nella NFL il 4 dicembre 2011 nella vittoria contro i Cleveland Browns. Il suo primo passaggio da 18 yard lo completò due settimane dopo. La sua prima stagione si concluse con 3 presenze come riserva di Joe Flacco.
Il 30 dicembre 2012, nell'ultima settimana della stagione regolare contro i Cincinnati Bengals, Flacco fu fatto riposare nel corso del primo periodo, offrendo a Taylor la prima vera chance di guidare la squadra per un discreto minutaggio. Nel quarto periodo della partita, Taylor segnò il suo primo touchdown in carriera con una corsa da una yard. Taylor lanciò però anche un intercetto che Carlos Dunlap ritornò in touchdown. I Ravens alla fine persero 23-17.

### Buffalo Bills
Il 12 marzo 2015, Taylor firmò coi Buffalo Bills. Dopo una pre-stagione positiva, il 31 agosto il giocatore fu nominato titolare per l'inizio della stagione regolare 2015, superando la concorrenza di Matt Cassel e EJ Manuel. Nella prima gara come partente in carriera condusse i Bills alla vittoria sui favoriti Colts completando 14 passaggi su 19 per 195 yard e un touchdown per Percy Harvin. Dopo una sconfitta coi Patriots, la vittoria tornò in trasferta contro i Dolphins, dove passò 277 yard e 3 touchdown. Seguì una sconfitta coi Giants prima di tornare alla vittoria contro i Titans dopo avere rimontato uno svantaggio di dieci punti in una gara in cui, coi due migliori running back della squadra infortunati, Taylor guidò i Bills con 76 yard corse. In quella gara subito però un infortunio che non gli permise di essere in campo nei due turno successivi.

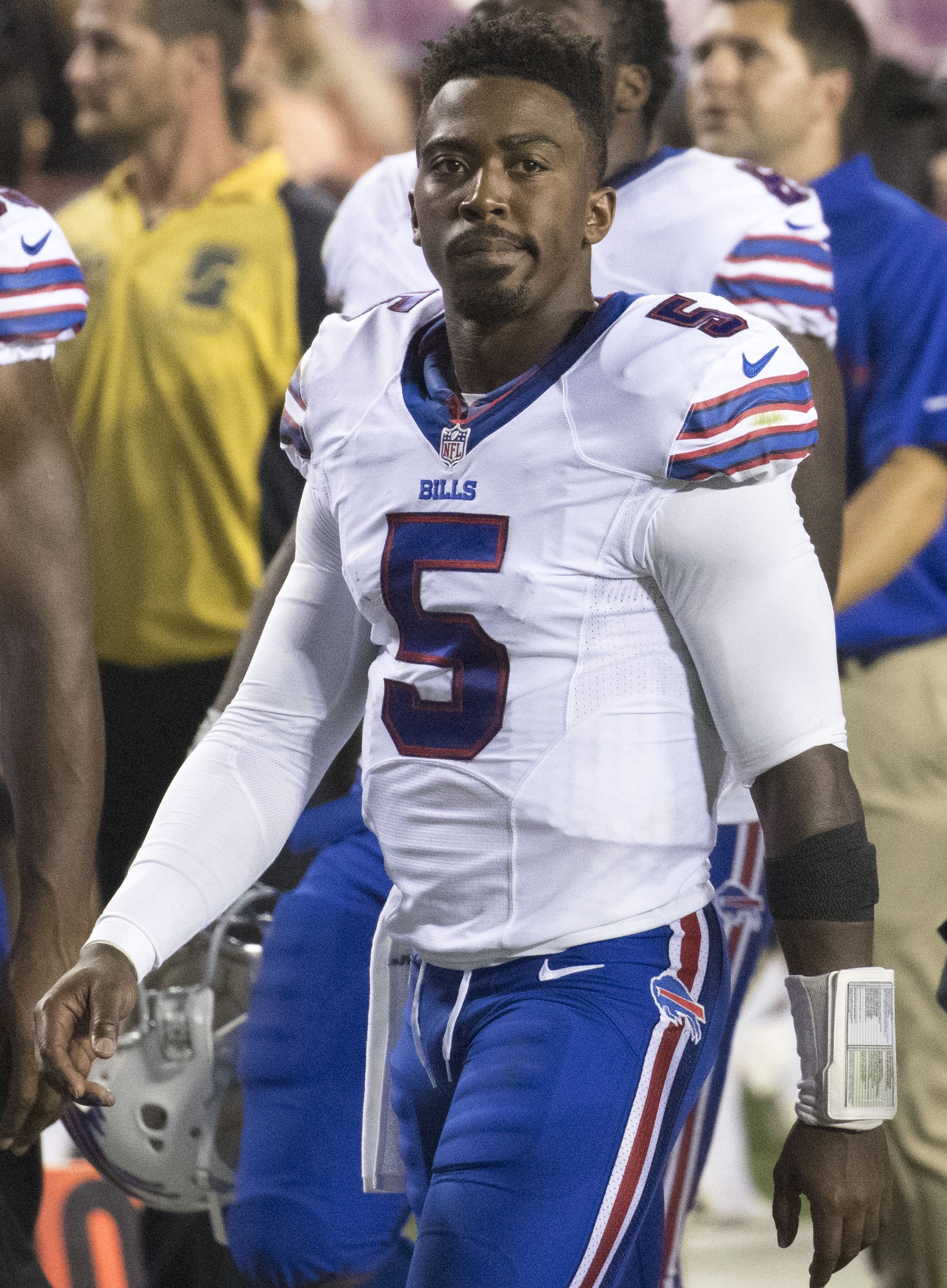
Taylor nel 2016

Taylor tornò in campo nella settimana 9 contro i Dolphins, guidando i Bills alla vittoria con 11 passaggi completati su 12 tentativi, per 181 yard e un touchdown. Dopo due sconfitte consecutive, Buffalo rimase agganciata al treno per i playoff battendo i Texans nella settimana 13, in cui Taylor passò 3 TD e ne segnò un quarto su corsa. La stagione di Taylor terminò con 3.035 yard passate, 20 touchdown e 6 intercetti subiti per un passer rating di 99,6, venendo convocato per il suo primo Pro Bowl al posto di Cam Newton, impegnato nel Super Bowl 50. I Bills invece conclusero con un bilancio di 8-8 al terzo posto della propria division.
Il 12 agosto 2016, Taylor firmò coi Bills un rinnovo contrattuale di sei anni per un valore di 92 milioni di dollari. La stagione fu meno positiva però della precedente, malgrado un nuovo primato personale di sei touchdown su corsa. Prima dell'ultimo turno, dopo il licenziamento del capo-allenatore Rex Ryan, l'allenatore ad interim Anthony Lynn decise di schierare EJ Manuel come titolare al posto di Taylor, che concluse così con 2.520 yard passate, 13 touchdown e 6 intercetti, mentre i Bills non si qualificarono per i playoff per il 17º anno consecutivo.
I Bills iniziarono la stagione 2017 con una vittoria sui Jets e una sconfitta contro i Panthers, prima della vittoria a sorpresa sui Denver Broncos della settimana 3 in cui Taylor passò 2 touchdown e terminò con un passer rating di 126,0. Dopo un record di 5-4 e due sconfitte consecutive contro Jets e Saints, i Bills annunciarono che Taylor nella settimana 11 sarebbe stato sostituito come titolare dal rookie Nathan Peterman. Questi lanciò tuttavia 5 intercetti solo nel primo tempo (contro i 3 del pari ruolo in tutto il resto della stagione fino a quel momento), così Taylor tornò in cabina di regia già nel secondo tempo, a risultato ormai compromesso. Tornato titolare dalla gara seguente, Taylor guidò la squadra alla vittoria sui Kansas City Chiefs. Nella settimana 13 contro i Patriots fu costretto a lasciare la gara per infortunio nel quarto periodo, non facendo più ritorno in campo. I Bills vinsero due delle ultime tre gare, terminando con un record di 9-7 e facendo ritorno ai playoff per la prima volta dal 1999. Taylor concluse la stagione regolare con 2.799 yard passate, 14 touchdown, 4 intercetti e altri 4 touchdown segnati su corsa. Nei playoff i Bills furono subito eliminati al primo turno di Jacksonville Jaguars perdendo per 10-3, in una gara in cui passò 134 yard e subì un intercetto prima di uscire nel drive finale per una commozione cerebrale subita.

### Cleveland Browns

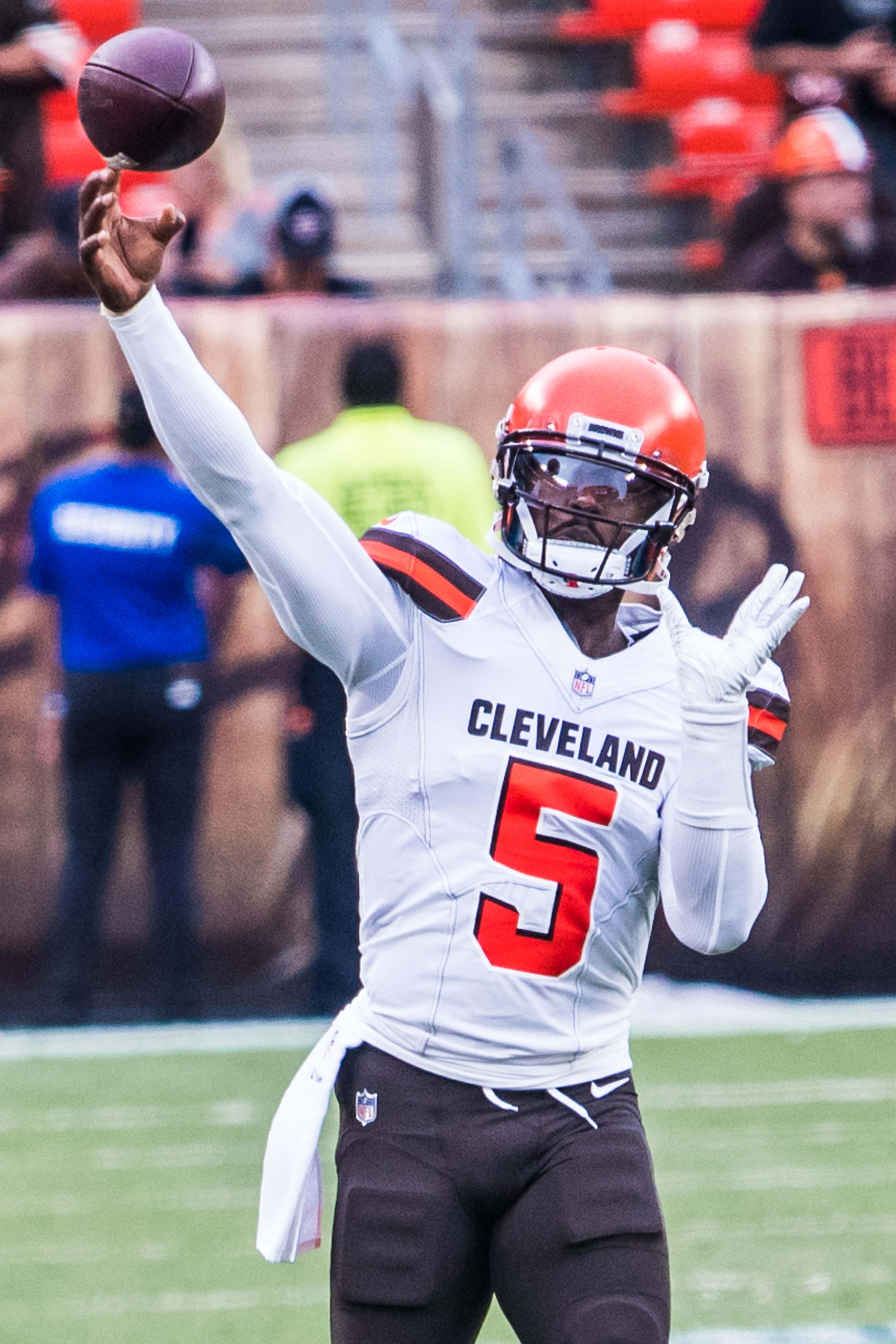
Taylor nella pre-stagione 2018

Il 9 marzo 2018, i Bills scambiarono Taylor con i Cleveland Browns per una scelta del terzo giro del Draft NFL 2018. Preferito come titolare alla prima scelta assoluta del Draft 2018 Baker Mayfield, Taylor portò la squadra ad interrompere quella che era la quarta striscia di sconfitte più lunga della storia della NFL con un pareggio casalingo contro i Pittsburgh Steelers nel primo turno. Dopo una sconfitta all'ultimo istante contro i New Orleans Saints, Taylor si infortunò nel finale del secondo quarto della gara della settimana 3, cedendo il posto a Mayfield che guidò i Browns alla vittoria in rimonta. A partire dal turno successivo Mayfield fu nominato titolare, rimanendolo per tutta la stagione.

### Los Angeles Chargers
Il 13 marzo 2019, Taylor firmò un contratto biennale del valore di 11 milioni di dollari con Los Angeles Chargers. Nella settimana 14, nella vittoria per 45–10 sui Jacksonville Jaguars, Taylor subentrò a Philip Rivers e lanciò un passaggio da touchdown per Virgil Green.
Nel 2020 Rivers passò ai Colts e malgrado i Chargers avessero scelto come sesto assoluto il quarterback Justin Herbert nel Draft 2020, Taylor fu nominato dall'allenatore Anthony Lynn quarterback titolare per la gara del primo turno della nuova stagione, vinta contro i Cincinnati Bengals malgrado l'avere completato solo 16 passaggi su 30. La settimana successiva un medico della squadra gli perforò accidentalmente un polmone nel pre-partita mentre tentava di fargli un'iniezione di antidolorifico, così non poté scendere in campo.

### Houston Texans
Il 16 marzo 2021 Taylor firmò con gli Houston Texans un contratto annuale del valore di 5,5 milioni di dollari. A causa delle cause legali in corso per la stella Deshaun Watson, Taylor fu nominato quarterback titolare per l'inizio della stagione regolare. Nella prima partita portò Houston alla vittoria sui Jaguars per 37-21 passando 291 yard e 2 touchdown. La settimana successiva fu costretto a lasciare la contesa contro i Browns a causa di un infortunio al tendine del ginocchio.

### New York Giants
Il 17 marzo 2023 Taylor firmò con i New York Giants.
Nel sesto turno della stagione 2023 Taylor fu schierato come titolare al posto dell'infortunato Daniel Jones, passando 200 yard nella sconfitta contro Buffalo. La settimana successiva passò 279 yard e 2 touchdown senza perdere palloni malgrado un linea offensiva rallentata dagli infortuni nella vittoria sui Washington Commanders. Il suo passer rating di 116,9 fu il suo migliore in una gara da titolare in oltre due anni. Divenne inoltre il primo quarterback afroamericano nei quasi cento anni di storia dei Giants a vincere una partita. La settimana successiva fu costretto a lasciare la partita con i Jets nel secondo quarto per un infortunio alle costole non facendo più ritorno in campo. Per tale motivo fu inserito in lista infortunati. In una sua assenza il rookie Tommy DeVito disputò alcune buone prestazioni ma quando queste iniziarono a calare, Taylor tornò il titolare per le ultime tre partite. Nell'ultimo turno i Giants si presero la soddisfazione di battere gli Eagles, in una gara in cui Taylor passò 297 yard, un touchdown e un intercetto.

### New York Jets
L'11 marzo 2024 Taylor firmò con i New York Jets.

## Palmarès

### Franchigia
- Super Bowl : 1

Baltimore Ravens: Super Bowl XLVII
- American Football Conference Championship: 1

Baltimore Ravens: 2012

### Individuale
- Convocazioni al Pro Bowl: 1

2015